# Мир Уэйна
«Мир Уэйна» (англ. Wayne's World) — кинофильм, эксцентрическая комедия режиссёра Пенелопы Сфирис.

## Сюжет
Уэйн Кэмпбелл и Гарт Элгар — отвязные молодые люди, поклонники тяжёлого рока. Они придумали и ведут музыкальное телевизионное шоу «Мир Уэйна», популярное в небольшом городке Орора (Иллинойс). Шоу попалось на глаза и произвело впечатление на управляющего крупнейшей американской телевизионной компании Бена Кейна. Он предлагает ребятам контракт, сумасшедшие (как думают Уэйн и Гарт) зарплаты и прайм-тайм в своей сети.
Уэйн влюбляется в певицу Кассандру Вонг. Чтобы произвести впечатление на девушку, ему нужно добиться успеха и удержаться в беспощадном телевизионном бизнесе на ведущих позициях в сетке вещания. Бен Кейн также неравнодушен к Кассандре. Между ведущими и хозяином телесети назревает конфликт. Уэйн показывает характер и начинает вести шоу так, как сам считает нужным.

## В ролях
- Майк Майерс — Уэйн Кэмпбелл
- Дэна Карви — Гарт Элгар
- Роб Лоу — Бенжамин Кейн
- Тиа Каррере — Кассандра Вонг
- Брайан Дойл-Мюррей — Ной Вандерхоф
- Лара Флинн Бойл — Стейси
- Майкл ДеЛуис — Алан
- Эд О’Нилл — Глен
- Айони Скай — Элиз
- Крис Фарли — телохранитель
- Майк Хагерти — Дэви
- Роберт Патрик — Т-1000
- Элис Купер — камео